# Wetterwandeck
Le Wetterwandeck est une montagne d'une altitude de 2 698 m dans le massif alpin du Wetterstein, en Allemagne.

## Géographie

### Situation
La montagne se site au sud de la Zugspitze, au-dessus du Schneeferner du sud, dans la crête qui comprend la Zugspitzplatt. Les sommets voisins en direction de la Zugspitze sont les trois Wetterspitzen, le Schneefernerkopf et le Zugspitzeck ; en sens inverse, vers l'est, se trouvent la Wetterscharte (2 475 m), les Plattspitzen, le Gatterlköpfe et la Gatterlmesse.
Elle est la huitième montagne la plus haute d'Allemagne.

## Ascension
La première ascension enregistrée est réalisée en 1871 par Hermann von Barth depuis la Zugspitzplatt (voie normale, difficulté 1).
Dans le domaine skiable de la Zugspitzplatt, la Bayerische Zugspitzbahn Bergbahn exploite jusqu'à la fin de la saison d'hiver 2011-2012 le système de téléskis doubles « Wetterwandeck » sous le Wetterwandeck. Au début de la saison hivernale 2012-2013, cette installation est remplacée par un télésiège le 4 décembre 2012. Il existe également un domaine skiable au sud de la montagne, exploité par Ehrwalder Almbahnen.